# 정당시
정당시(鄭當時, ? ~ ?)는 전한 중기의 관료로, 자는 장(莊)이며 진군 사람이다. 선조 정군(鄭君)은 항우의 장군이었는데, 항우가 죽은 후 고조에게 귀순하였다.

## 생애
협객을 자처하며 살던 정당시는 장우(張羽)를 위기에서 구출한 후로 그 명성이 양나라와 초나라에까지 퍼졌다. 이후 경제 때 태자사인(太子舍人)이 되었다. 휴가 때마다 옛 친구들을 찾아가거나 빈객을 초청하여 밤낮을 가리지 않고 접대하였고, 항상 사람들을 골고루 초청하지 못할까 근심하였다. 또 황로학을 좋아하고 덕망 있는 자들을 사모하여 그들을 만나지 못할까 두려워하였고, 그 자신은 나이도 젊고 벼슬도 낮았으나 알고 지내는 사람들은 대부분 할아버지의 연배이고 천하의 명사들이었다.
무제가 즉위한 후, 정당시는 승진을 거듭하여 노중위·제남태수·강도상을 지내다가 구경의 대열에 올라 우내사가 되었다. 이후 전분과 두영의 다툼에 연루되어 첨사(詹事)로 강등되었으나, 다시 대농령으로 승진하였다.
정당시가 말년에 이르렀을 때, 전한 황실에서는 흉노를 정벌하고 사방의 오랑캐들을 달래느라 재정이 궁핍해졌다. 이때 정당시는 어떤 빈객을 대농령의 고용인으로 삼았는데, 그가 값지 못한 빚이 많았다. 사마안이 회양태수로 있으면서 이 일을 들추어내니, 정당시는 벌을 받아 속죄금을 내고 평민이 되었다.
얼마 후 장사에 임명되었으나 무제는 그가 늙었다고 생각하여 여남태수로 전임시켰고, 정당시는 몇 년 후 죽었다. 그의 공로로 이천석의 지위에 오른 형제나 자손이 예닐곱 명 있었다.

## 출전
- 사마천, 《사기》 권120 급정열전